# Yowa (rivière)
Pour les articles homonymes, voir Yowa.
La Yowa est une rivière affluente de la rivière Dua, sous-affluente du fleuve Congo, dans la République démocratique du Congo. Elle coule dans le territoire de territoire de Lisala et principalement dans le territoire de Bumba.

## Géographie
La Yowa prend source dans le secteur de Yandongi dans le territoire de Bumba, près de Yamonzua et coule principalement d’est en ouest, séparant les territoires de Lisala et de Bumba sur sa partie inférieure.